# Paulo Rocha Faria
Paulo Henrique Rocha Faria (Curitiba, 30 de novembro de 1931 - São Paulo, 13 de setembro de 2017) foi um agrônomo e político brasileiro.

## Vida
Filho de Alceu Saldanha Faria e de Maria Luísa Rocha Faria, formou-se em ciências contábeis pela Faculdade de Ciências Econômicas de Curitiba e em agronomia pela Escola Superior de Agricultura e Veterinária do Paraná, em 1955. Morreu em 2017, no Hospital Albert Einstein, em São Paulo, após uma batalha contra o câncer. Era pai do ex-vereador César Belloni Faria, ex-presidente da Câmara de Florianópolis e funcionário de carreira da Assembleia.
No dia de sua morte a Assembleia Legislativa de Santa Catarina decretou luto oficial por três dias e determinou que as bandeiras fossem hasteadas a meio mastro no Palácio Barriga Verde.

## Carreira
Foi deputado à Assembleia Legislativa de Santa Catarina na 5ª legislatura (1963 — 1967), eleito pela Partido Social Democrático (PSD), e na 6ª legislatura (1967 — 1971), eleito pela Aliança Renovadora Nacional (ARENA). Além de deputado, foi procurador e procurador geral do parlamento catarinense, diretor geral e chefe de gabinete da presidência da casa. Durante sua carreira, também foi eleito para presidir a associação dos servidores da Assembleia Legislativa (Afalesc) e mais tarde presidiu a Associação dos Ex-Deputados do Estado de Santa Catarina (Aedesc).